# Красное (Правдинский район)
Кра́сное — посёлок в Правдинском районе Калининградской области. Входит в состав Мозырьского сельского поселения.

## География
Посёлок Красное расположен на юге срединной части Калининградской области, на берегах реки Бородинки, в 30 км по прямой к востоко-северо-востоку от районного центра, города Правдинска, в 62 км по прямой к востоко-юго-востоку от восточных окраин областного центра, города Калининграда.

## История
Населённый пункт относится к исторической области древней Пруссии именем Бартия.
В 1938 году властями гитлеровской Германии Гросс Астравишкен был переименован в Астрау в рамках кампании по упразднению в Восточной Пруссии топонимики прусско-литовского происхождения.
Входил в состав Восточной Пруссии. После Второй мировой войны вошёл в состав СССР. В 1946 году Астрау был переименован в посёлок Красное.

## Население
В 1910 году в посёлке насчитывалось 338 жителей, в 1933 году — 425, в 1939 году — 393. За промежуток 1939-2002, данных о численности населения не сохранилось.
| 2002 | 2010 |
| ---- | ---- |
| 173  | ↘150 |

## Достопримечательности
В центре посёлка стоит Памятник Михаилу Васильевичу Фрунзе.
Также, на северо-западном краю посёлка можно увидеть Братскую могилу советских воинов. В ней захоронено более 70 солдат. Памятник на братской могиле в Красном установлен в 1955 году, ремонтно-реставрационные работы произведены в 2003 и 2015 годах. На бетонном постаменте установлен обелиск из черного мрамора высотой 2,2 м с эпитафией на лицевой плоскости. На наклонной плоскости бетонного постамента размещены две мемориальные доски с фамилиями погибших. Слева от обелиска надгробие с мемориальной доской из мраморной крошки. Территория площадью 72 кв. м огорожена металлической решеткой. Постановлением Правительства Калининградской области от 23 марта 2007 года № 132 братская могила советских воинов получила статус объекта культурного наследия местного (муниципального) значения.